# Matías Sagardoy Allo
Matías Sagardoy Allo (Pitillas, 3 de agosto de 1901-Pamplona, 11 de julio de 1990) fue un militar español que llegó a ocupar el cargo de General de División. Participó  en la Guerra Civil, destacando en los frentes de Asturias —propuesto para la Cruz Laureada—, Teruel, Campaña del Maestrazgo y toma de Castellón (recibe la Medalla militar individual). Años después también tomaría parte en la Segunda Guerra Mundial —integrado en la División Azul—.

## Biografía
Hijo de Casimiro Sagardoy y Vicenta Alló. El 29 de diciembre de 1922 ingresó en la Academia de Infantería, siendo promovido a Alférez el 18 de mayo de 1925 y destinado al Grupo de Fuerzas Regulares de Tetuán n.º 1. En la  Academia de Infantería fue ascendiendo en el escalafón hasta llegar a Teniente, el 31 de mayo de 1927.
Durante la Guerra civil española fue destinado al frente de Asturias, como jefe del Mehal-la de Gomara n.º 5. Posteriormente estuvo al frente del Cuarto Tabor de Regulares de Ceuta número 3, con quienes luchó el resto de la guerra: Teruel, Maestrazgo, Castellón y Valencia. Terminada la Guerra Civil, se le concede, en 1940, ascenso a Comandante por méritos de guerra.
Finalizada la contienda civil participó en la División Azul al mando del segundo batallón del regimiento 262.
Ya de regreso a España fue General de brigada, 2.º Jefe de la División Acorazada. Después fue director del Consejo Internacional de Deportes Militares (CISM) de España. En 1958 fue nombrado Jefe del Regimiento de Infantería n.º 1, cargo en el que permaneció hasta 1961.
En agosto de 1967 pasó a la reserva con empleo de General de División.

## Honores y condecoraciones
Por todos sus méritos en la Guerra civil española y en la Segunda Guerra Mundial, fue condecorado con las siguientes condecoraciones:
- Gran Cruz de la Orden del Mérito Civil (19 de octubre de 1965)[6][7]
- Gran Cruz de Isabel la Católica
- 4 Cruces de Guerra
- Cruz de Hierro de 2.ª Clase de la Campaña de Rusia
- Cruz de María Cristina de 1.ª Clase pensionada, en la guerra de África
- Medalla Militar Individual
- Medalla de la Gendarmería Francesa por su actuación al mando de la Policía Especial de Tánger.